# Svetozar Marković
Svetozar Marković (Zaječar, 21. rujna 1846. – Trst, 10. ožujka 1875.), bio je utjecajni srpski socijalistički mislitelj, političar i publicist druge polovice 19. stoljeća. Izdavao je Radenik, prvi socijalistički list u Srbiji i na Balkanu. 
Marković je bio žestoki kritičar velikosrpske politike i pionir ideje Balkanske federacije. Odbacio je „povijesno pravo“, to jest obnovu Dušanovog carstva, kao osnovu rješenja srpskog pitanja. Govorio je da bi pokušaj obnove ove srednjovjekovne države, koja i nije bila samo srpska i na čijem prostoru su se odigrali nepovratni povijesni procesi, učinili Srbiju na vanjskom planu osvajačkom, a na unutarnjem vojno-policijskom državom.
Marković je utemeljio federalizam kao konstantu srpske ljevice, kao alternativu velikodržavnoj ideologiji zasnovanoj na „povijesnom pravu“. On je također odbacio klerikalnu tradiciju kao osnovu za jedinstvo srpskog naroda, i povlačio liniju razdvajanja s desnim populizmom.

## Životopis
Svetozar Marković rođen je u Zaječaru 1846. godine. Gimnaziju je pohađao u Kragujevcu i u Beogradu, 1863. godine. U Beogradu je započeo studij tehnike, koji je kasnije nastavio u Petrogradu kao stipendist srpske vlade. U Petrogradu je bio uključen u rad ruskih revolucionarnih kružoka. Kasnije nastavlja studij u Zürichu, u Švicarskoj, gdje je počeo proučavati znanstveni socijalizam.
Kao veoma mlad počinje se baviti publicistikom. Zbog članka Srpske obmane, objavljenog u novosadskoj Zastavi izgubio je stipendiju, pošto je u ovom napisu napao cijeli državni sustav Srbije, a posebno birokraciju. Ostavši bez sredstava, vratio se u Srbiju.
1. lipnja 1871. godine pokreće Radenik, prvi socijalistički list u Srbiji i na Balkanu. U njemu su po prvi put objavljeni, u nastavcima, Marxov Građanski rat u Francuskoj i dva poglavlja iz Kapitala. Radenik izdaje dvije godine (1871. – 1872.), a potom je 1873. godine u Kragujevcu izdavao list Javnost.
Zbog napada na vlast, 1874. godine, osuđen je na devet mjeseci zatvora, iz kojeg je izašao teško narušenog zdravlja. Ubrzo ga je, u dvadeset devetoj godini pokosila tuberkuloza. Preminuo je 1875. godine u Trstu.

## Ideje

### Društvena teorija
Svetozar Marković je, za razliku od mislitelja marksističke tradicije, smatrao da nije nužno za svako društvo proći sve stupnjeve povijesnog razvoja. On je vjerovao da Kneževina Srbija može preskočiti kapitalizam i pravo iz pred-kapitalističkog društva razviti socijalistički oblik društvenog uređenja, zasnovan na tradicionalnim seoskim zadrugama.

### Kritika velikosrpske politike
Svetozar Marković je u svojim djelima prvi put, i to kritički, upotrijebio izraz Velika Srbija:
Marković je velikosrpsku politiku kneza Mihaila smatrao ništavnom, jer su protiv nje bile velike zapreke. Prva i najjača zapreka bila je neovisna Crna Gora, koja je imala iste zahtjeve na Hercegovinu, Bosnu i Staru Srbiju kao i Srbija, i koja je jasno težila stvaranju sasvim neovisne srpske države. Druga snažna zapreka bila je bosanska vlastela s njenim pravima. Marković je vjerovao kako je nemoguće dobiti Bosnu mirnim putem ako se vlasteli ne garantiraju njena starinska prava, što bi značilo ostaviti bosanski narod u ropstvu. Dobiti Bosnu ratom, znači uništiti domaću aristokraciju, a kad bi se narod oslobodio od ropstva, "da li bi se ona slagala da dođe pod srpske pandure, kapetane i ostale gospodare?" Marković je smatrao da opasnost poduhvata Velike Srbije leži u činjenici da srpski narod živi izmiješan s drugim narodima, bez jasno određenih zemjopisnih i etnografskih granica, tako da bi morao »uzeti ulogu osvajača« prema susjedima:
Svetozar Marković, koji se i sam zalagao za oslobođenje Srba koji žive pod osmanlijskom ili habsburškom vlašću, izričito je odbijao ulogu Kneževine Srbije kao „Pijemonta Južnih Slovena“ i politiku teritorijalne ekspanzije Srbije, koja bi pripojila i mješovite oblasti. On je smatrao kako svaka nacija treba u svom političkom i društvenom životu biti samostalna, da ne bude potčinjena ni jednoj drugoj naciji. Marković je izričito odbacivao pozivanje na „povijesna prava“ riječima: „princip nacionalnosti odriče se svih povijesnih prava.“ Posebno je smatrao štetnim ujedinjenje srpskih zemalja pozivanjem na Dušanovo carstvo, jer su Srbi njegovog vremena živjeli u četiri države (Austrija, Turska, Srbija i Crna Gora) čija se povijesna prava „teško mogu uskladiti“. Umjesto toga, Marković predlaže stvaranje Balkanske federacije, odnosno saveza srpskog naroda s drugim balkanskim i južnoslavenskim narodima.
Marković naglašava da bi nova srpska država, nastala osvajanjem, po nuždi postala vojnopolicijska i snagu bi trošila u obrani od vanjskih neprijatelja, zanemarujući vlastiti umni i kulturni razvitak. Marković ocjenjuje kako ideja Velike Srbije ide u prilog politici koja teži u zemlji utvrditi neograničenu moć dinastije Obrenović. On je ovu „veliku misao“ smatrao izgovorom za zanemarivanje daleko važnijih unutarnjih pitanja Kneževine Srbije, upozoravajući da se »revolucionarna ideja o jedinstvu srpskog naroda pretvorila u ideju štetnu po narodne interese«.

### Književna kritika
Svetozar Marković bio je prvi pobornik realističkog pravca u književnosti i socijalistički teoretičar. Svu svoju djelatnost usmjerio je prema rješavanja političkih problema i pripreme narodnih masa ka ostvarivanju građanskih prava revolucionarnim putem. Njegovo glavno djelo, Srbija na istoku, raspravlja o društvenim, ekonomskim i političkim problemima Srbije sa socijalističkih položaja. Vrlo rano je pokazao zainteresiranost i za književne probleme, obrazujući se pod utjecajem Černiševskog, Hercena i Dobroljubova.
U vrijeme procvata romantizma u srpskoj književnosti, objavio je članak Pevanje i mišljenje, a zatim raspravu Realni pravac u nauci i životu, (1871. – 1872.), kojima je pokušao izazvati preokret u srpskoj književnosti. Po Markoviću, pjesnici su bili krivi za loš ukus publike, sujevjerje naroda i odsustvo jasnih socijalnih i kulturnih perspektiva tadašnjeg srpskog društva. Pritom nije štedio ni najveće pjesnike srpskog romantizma, Lazu Kostića i Đuru Jakšića, dok je prema Jovanu Jovanoviću Zmaju imao više obzira. 
Uz kritiku tadašnjeg pjesništva, Marković je oštro kritizirao i ondašnju proznu književnost, pri čemu je njegov članak Realni pravac u nauci i književnosti bio široko zasnovana i utemeljena rasprava, zasnovana na znanstvenom socijalizmu, o povijesnim zakonitostima u društvu i o društvenim procesima koji su doveli do pobjede znanstvenog gledanja na te zakonitosti i procese. Po njemu ti znanstveni zakoni i procesi važe i za umjetnost, pa prema tome i za poeziju. Njegovi članci imali su veoma veliki utjecaj na daljnji tijek razvoja srpske književnosti, a posebno na stvaralaštvo mlade generacije književnika.

## Vanjske poveznice
- (srp.) Tekstovi Svetozara Markovića
- (srp.) Politička misao Svetozara Markovića
- (srp.) Svetozar Marković, Srpske obmane (1869)
- (srp.) Svetozar Marković, citati